# 平井雅幸
平井 雅幸（ひらい まさゆき、1964年5月26日 - ）は、テレビ岩手開発センターの代表取締役社長。以前はテレビ岩手の営業局販促事業部長。元同局アナウンサー。通称は「雅さん」。

## 略歴
神奈川県横浜市出身。1989年テレビ岩手に入社。以降、主にスポーツ番組の実況や司会を担当。高校野球の決勝実況も経験した。
少年少女スポーツ番組『ジョガドール』を担当。また『ニュースプラス1いわて』のスポーツキャスターとして企画取材・原稿書きも担当していた。甲子園・インターハイ・国体、各校の運動部も取材。
1997年、『5きげんテレビ』メインキャスターに抜擢。以降、同番組のキャスターを18年間担当した。スポーツ中継では、第85回全国高校サッカー選手権で優勝した盛岡商業高校の担当アナウンサーとして、国立競技場などで取材も行った。
2008年、第29回NNSアナウンス大賞でこの年から新たに設けられた「全国最優秀パーソナリティ賞」を受賞。2015年2月より休養のため番組を休む。3月2日にVTR出演し、体力の衰えを理由として『5きげんテレビ』降板を発表。同時にアナウンス職を離れた（アナウンス部から「5きげんテレビ部部長」に転出していたが、アナウンサー扱いとなっていた）。現在は、株式会社テレビ岩手開発センターの代表取締役社長を務めている（2021年時点）。

## テレビドラマ
- 火曜サスペンス劇場　「故郷」（テレビ岩手製作、1997年12月）[要出典]
- 秘密のケンミンSHOW「辞令は突然に… second season 奥様はさすらいの女子アナ編・岩手編」（2013年6月20日）[要出典]

## 映画
- ごくせん THE MOVIE レポーター役（日本テレビ系列各局アナウンサーとの共演）

## 著書
- 伝えたい、この想い 第100回全国高校サッカー選手権記念 アナウンサーたちのロッカールーム（2021年、東京ニュース通信社・講談社）[1][2][3][4] ISBN 978-4-06-526740-0
  - 藤井貴彦（日本テレビ）・福岡竜馬（福岡放送）・岡崎和久（札幌テレビ放送）などとの共著。